# Brandan Wright
Brandan Wright (Nashville, 5 de outubro de 1987) é um jogador norte-americano de basquete profissional que atualmente joga pelo Memphis Grizzlies, disputando a National Basketball Association (NBA). Foi draftado em 2007 na primeira rodada pelo Charlotte Bobcats.

## Estatísticas na NBA

### Temporada regular
| Ano     | Equipe       | PJ  | PT | MPP  | %TC  | %3P  | %TL  | RPP | APP | ROB | TPP | PPP |
| ------- | ------------ | --- | -- | ---- | ---- | ---- | ---- | --- | --- | --- | --- | --- |
| 2007-08 | Golden State | 38  | 6  | 9.9  | .554 | .000 | .675 | 2.6 | .2  | .2  | .6  | 4.0 |
| 2008-09 | Golden State | 39  | 23 | 17.6 | .528 | .000 | .741 | 4.0 | .5  | .6  | 1.0 | 8.3 |
| 2010-11 | Golden State | 21  | 1  | 9.3  | .603 | .000 | .500 | 2.0 | .2  | .1  | .5  | 4.0 |
| 2010-11 | New Jersey   | 16  | 1  | 11.5 | .407 | .000 | .824 | 3.0 | .4  | .5  | .4  | 3.6 |
| 2011-12 | Dallas       | 49  | 0  | 16.1 | .618 | .000 | .634 | 3.6 | .3  | .4  | 1.3 | 6.9 |
| 2012-13 | Dallas       | 64  | 16 | 18.0 | .597 | .000 | .615 | 4.1 | .6  | .4  | 1.2 | 8.5 |
| 2013-14 | Dallas       | 58  | 0  | 18.6 | .677 | .000 | .726 | 4.2 | .5  | .6  | .9  | 9.1 |
| 2014-15 | Dallas       | 27  | 0  | 18.7 | .748 | .000 | .750 | 4.1 | .4  | .6  | 1.6 | 8.8 |
| 2014-15 | Boston       | 8   | 0  | 10.8 | .571 | .000 | .500 | 2.1 | 1.0 | .1  | .6  | 3.3 |
| 2014-15 | Phoenix      | 40  | 7  | 21.5 | .580 | .000 | .667 | 4.9 | .6  | .8  | 1.2 | 7.3 |
| Total   | Total        | 360 | 54 | 16.4 | .606 | .000 | .683 | 3.7 | .5  | .5  | 1.0 | 7.1 |

### Playoffs
| Ano   | Equipe | PJ | PT | MPP  | %TC   | %3P  | %TL  | RPP | APP | ROB | TPP | PPP |
| ----- | ------ | -- | -- | ---- | ----- | ---- | ---- | --- | --- | --- | --- | --- |
| 2012  | Dallas | 4  | 0  | 6.8  | .400  | .000 | .500 | 1.3 | 0.0 | 0.3 | 0.3 | 1.3 |
| 2014  | Dallas | 6  | 0  | 15.0 | .833  | .000 | .500 | 2.0 | 1.3 | 0.3 | 1.0 | 5.5 |
| Total | Total  | 10 | 0  | 11.7 | 0.739 | .000 | .500 | 1.7 | 0.8 | 0.3 | 0.7 | 3.8 |